# Anne Thynne
Anne Beresford Thynne (Irlanda, 1º aprile 1806 – Ampthill, 22 aprile 1866) è stata una zoologa, ittiologa e geologa britannica.
Conosciuta per essere stata la prima persona a creare un acquario marino nel 1846.

## Biografia
Anne Constantia nasce in Irlanda ed è la primogenita di Charles Cobbe Beresford e sua moglie Amelia Montgomery, figlia del primo barone di Magbie Hill, Sir William Montgomery (1717–1788). Si sposa, probabilmente verso il 1824, con Lord John Thynne, figlio di Thomas Thynne, II marchese di Bath da cui ha numerosi figli, di cui il primo, George Emillus Thynne nasce il 6 dicembre 1824. 
Studiosa appassionata di geologia, fu affascinata dalle madrepore, esseri che sembravano molto vicini a ciò che già studiava. Nell'autunno del 1846, alla fine del suo soggiorno estivo a Torquay, decise di portare a Londra alcuni esemplari che aveva già raccolto, per poterli studiare meglio. Cucì le madrepore su una grande spugna e le immerse in una grande giara di vetro riempita di acqua di mare. Decise anche di portare con sé sei galloni supplementari di acqua marina. Questo procedimento fu molto efficace perché, nonostante una sosta di tre settimane a Clifton, le madrepore arrivarono in ottime condizioni a Londra. Arrivata a casa, mise le madrepore in tre grandi teche di vetro, cambiando loro l'acqua ogni giorno. Non potendosi procurare acqua di mare fresca ogni giorno, pensò che il modo migliore per ossignerare l'acqua fosse quello di travasarla più volte da un contenitore all'altro. Questo metodo funzionò benissimo e per svariate mesi le madrepore sopravvissero in ottime condizioni. Verso il sesto, settimo mese però si accorse che gli animali iniziavano a divenire più scarni, così decise di nutrirle triturando dei gamberetti cotti. Nella primavera del 1847 sperimentò l'introduzione di nuovi elementi nelle teche di vetro per ricreare un ambiente marino più vicino a quello originale. Aggiunse conchiglie, rocce, serpule, ophiure, oltre a delle laminarie, creando così un micro ecosistema marino. L'osservazione di questo piccolo ambiente marino, che aveva creato inizialmente per le madrepore, le permise di osservare anche la riproduzione di alcuni organismi fra cui una spugna. Il suo acquario sopravvisse per oltre tre anni e fu oggetto di studio per numerosi altri naturalisti.
Questi suoi lavori servirono di base a Philip Henry Gosse, che nel 1853 coniò la parola "aquarium" e a Robert Warington che nel 1849 fece il suo primo acquario di acqua dolce, seguito nel 1851-52 di un acquario marino.

## Pubblicazioni
- "On the increase of Madrepores", Annals and Magazine of Natural History. ed. Taylor and Francis (1859) [6]